# Kamal al-Labwani
Kamal al-Labwani (arabisch كمال اللبواني, DMG Kamāl al-Labwānī; * 1957 in Zabadani, Syrien) ist ein syrischer Arzt und Künstler, der sich in der Oppositionsbewegung seines Landes engagiert. Im Mai 2007 ist er vor dem Strafgericht in Damaskus zu 12 Jahren Haft verurteilt worden, im April 2008 zu weiteren 3 Jahren. Er gilt als einer der prominentesten Mitglieder der syrischen Oppositionsbewegung und erhielt von allen verurteilten Oppositionellen in Syrien eine der längsten Haftstrafen. Im November 2011 wurde er aus der Haft entlassen. Im Anschluss an seine Entlassung erhielten al-Labawani und seine Familie Asyl in Schweden.

## Leben
Labwani stammt aus der Kleinstadt Zabadani im Gouvernement Rif Dimaschq nahe der libanesischen Grenze. Als Militärarzt wurde er 1982 mit dem Massaker in der mittelsyrischen Stadt Hama konfrontiert, mit dem die Regierung den gewaltsamen Aufstand der Muslimbrüder niederschlug und bei dem bis zu 30.000 Menschen ihr Leben verloren. Dies bewog ihn, in Opposition zu den Ba’ath zu gehen. Er gründete die „Liberale Demokratische Union“ Syriens und schloss sich der Bewegung „Damaszener Frühling“ um Riad Seif an, die 2001 angeregt durch den Machtwechsel in Syrien, entstand. Nach dem Tod von Hafiz al-Assad am 10. Juni 2000 hatte sein Sohn Baschar die Regierungsgewalt übernommen. Baschar al-Assad hatte in London studiert und dort auch geheiratet. Er gab sich zunächst als Vertreter liberaler Ansichten, der sich für mehr Freiheit und Demokratie einsetze und hochrangige Fälle von Korruption anprangerte.
Kamal al-Labwani wurde im September 2001 verhaftet, nachdem er am 6. September an einem politischen Seminar im Haus von Riad Seif teilgenommen hatte. Am 22. August 2002 wurde er zu 3 Jahren Gefängnis wegen „Umsturzversuchs“ verurteilt. Nach Verbüßung seiner Haftstrafe wurde er im September 2004 freigelassen.
Während seiner ersten Inhaftierung führte Kamal einen Hungerstreik durch und verlor 22 kg an Gewicht, bis ihm Schreibzeug und Malutensilien zugeteilt wurden. Er schrieb zwei Bücher und mehrere Gedichte. Das erste Gemälde während der Haft war ein Bild seiner Mutter, das gleich konfisziert wurde. 2005 gelang es ihm, ca. 30 seiner Bilder nach England zu bringen, die dort in einer Ausstellung in Basildon gezeigt wurden. Mit dem Verkaufserlös von 12 seiner Bilder finanzierte er seine Reisen in die USA und durch Europa, um in diesen Ländern Unterstützung für die Opposition in Syrien, die Durchsetzung von Demokratie und Menschenrechten einzuwerben.
2005 bereiste Labwani mehrere europäische Staaten und die USA. Er sprach mit Politikern und Institutionen, wie z. B. der Konrad-Adenauer-Stiftung, über die politische Lage in Syrien. Er war der erste syrische Oppositionspolitiker, der ins Weiße Haus in Washington geladen wurde, wo er in Gesprächen mit Beratern des Präsidenten um Unterstützung für die Demokratiebewegung in Syrien warb. Nach seiner Rückkehr wurde Kamal al-Labwani am 8. November 2005 am Flughafen Damaskus erneut verhaftet und saß bis 2011 Adra-Gefängnis in Damaskus ein. Seine Zelle befand sich im Flügel Nr. 5, der normalerweise gewalttätigen Häftlingen vorbehalten ist. Er soll im Gefängnis geschlagen und bedroht worden sein.
Am 10. Mai 2007 wurde Labwani vom Strafgericht in Damaskus zu 12 Jahren Haft verurteilt. Das Verfahren gegen ihn entsprach nicht den internationalen Standards für ein faires Gerichtsverfahren. Ihm wurde „Kommunikation mit einem ausländischen Staat zur Anstachelung eines Angriffs auf Syrien“ zur Last gelegt.
Am 23. April 2008 wurde er vom Obersten Militärstrafgerichtshof in Damaskus unter anderem wegen „Schwächung des Nationalgefühls“ und „Verleumdung des Staatsoberhaupts“ zu weiteren 3 Jahren Haft verurteilt, wodurch sich seine Strafe auf insgesamt 15 Jahre erhöht. Dem Anschein nach beruhen diese Anklagepunkte auf einer Erklärung, die Dr. Labwani zu seiner eigenen Verteidigung in dem vorangegangenen Verfahren vor dem Strafgericht abgegeben hatte. Das Auswärtige Amt protestierte in einer Pressemitteilung gegen die erneute Verurteilung von Kamal al-Labwani.
Im Juni 2008 wurde bekannt, dass er neben zu hohem Blutdruck an einer Erkrankung der Prostata leidet, die nicht behandelt wird.
Infolge der Proteste in Syrien verkündete Assad im Mai 2011 eine Amnestie, die auch dazu führte, dass al-Labwanis Haftstrafe zunächst reduziert und schließlich ganz aufgehoben wurde. Er wurde im November 2011 entlassen.

## Einschätzungen und Aufforderungen
- Am 13. Dezember 2006 forderte der US-amerikanische Präsident George W. Bush die syrische Regierung auf: "The Syrian regime should immediately free all political prisoners, including Aref Dalila, Michel Kilo, Anwar al-Bunni, Mahmoud Issa, and Kamal Labwani. I am deeply troubled by reports that some ailing political prisoners are denied health care while others are held in cells with violent criminals."[5]
- Nach Einschätzung von Amnesty International wurde Labwani nur aufgrund seiner friedlichen politischen Aktivitäten und Meinungsäußerungen zu dieser Gefängnisstrafe verurteilt. Bereits am 11. Mai 2007 forderte die deutsche EU-Ratspräsidentschaft die syrischen Stellen auf, das Urteil gegen Labwani aufzuheben.
- Die Arbeitsgruppe für willkürliche Inhaftierung des UN-Hochkommissariats für Menschenrechte stellte nach eingehender Prüfung dieses Falles im März 2009 fest, dass Labwani lediglich aufgrund des „friedlichen Ausdrucks seiner politischen Ansichten“ inhaftiert worden sei und somit „willkürlich und unrechtmäßig“ festgehalten werde.[6]
- Am 17. September 2009 stellt das Europäische Parlament die Unrechtmäßigkeit der Inhaftierung Kamal al-Labwani's fest und fordert die sofortige Freilassung aller Menschenrechtler und politischen Gefangenen.